# Hilary Putnam
Pour les articles homonymes, voir Putnam.
Hilary Whitehall Putnam, né le 31 juillet 1926 à Chicago, en Illinois, et mort le 13 mars 2016 à Arlington (Massachusetts), est un philosophe américain. Il est une figure centrale de la philosophie occidentale à partir des années 1960, particulièrement en philosophie de l'esprit, du langage et des sciences. Il est connu pour appliquer le même degré de vigilance à l'égard de ses propres positions philosophiques qu'à l'égard de celles des autres, soumettant chacune d'entre elles à une analyse rigoureuse jusqu'à en exposer les insuffisances. Il a ainsi acquis la réputation de changer fréquemment de position,.
Son œuvre se déploie sur une part importante du champ philosophique : philosophie des sciences, de la logique et des mathématiques ; philosophie de l'esprit, du langage, et de la connaissance ; métaphilosophie, éthique et politique.
En philosophie de l'esprit, Putnam est surtout connu pour avoir présenté un argument redoutable contre la thèse d'identité entre les états mentaux et les états cérébraux, fondé sur l'hypothèse de la réalisabilité multiple des propriétés mentales, et pour sa défense du fonctionnalisme, une importante théorie sur le problème du corps et de l'esprit.
En philosophie du langage, avec Saul Kripke notamment, il a développé la théorie causale de la référence et proposé une approche originale de la signification, nommée externalisme sémantique (de), et fondée sur une des plus célèbres expériences de pensée, l'expérience de la Terre jumelle.
En philosophie des mathématiques, il a développé avec W. V. Quine la thèse — dite Quine-Putnam — d'indispensabilité, un argument en faveur de la réalité des entités mathématiques.
En métaphysique, il a d'abord défendu une position appelée réalisme métaphysique, position dont il est devenu ensuite l'un des critiques les plus sévères, défendant alors une autre position, nommée par lui réalisme interne, position elle-même abandonnée en faveur d'un réalisme pragmatiste (ou « ordinaire » ou « naïf ») hérité du réalisme direct de William James, des écrits du second Wittgenstein et de ceux de John Langshaw Austin. Selon cette dernière position il s'agit de renvoyer l'étude de la métaphysique à la manière dont nous faisons l'expérience du monde, au rejet de l'idée de représentation mentale, des données des sens et des autres intermédiaires entre l'esprit et le monde.
En épistémologie, il est surtout connu pour avoir présenté une expérience de pensée, l'expérience du cerveau dans une cuve, destinée à répondre non au scepticisme épistémologique mais au réalisme métaphysique.
En dehors de la philosophie, Putnam a aussi fait quelques contributions en mathématiques et en informatique. Il a développé l'algorithme de Davis-Putnam pour le problème SAT, avec Martin Davis et a aidé à démontrer l'impossibilité de résolution du dixième problème de Hilbert. Il a par ailleurs été membre du Progressive Labor Party de 1965 à 1972, un parti oscillant entre marxisme-léninisme et maoïsme et présent en particulier au sein de la Students for a Democratic Society (SDS), vers la fin des années 1960 jusqu'au début des années 1970.

## Biographie

### Enfance et famille
,Hilary Whitehall Putnam est né à Chicago (Illinois) en 1926. Son père, Samuel Putnam, était un journaliste et un traducteur pour le Daily Worker, une publication du Parti communiste des États-Unis d'Amérique. En raison de l'engagement communiste de son père, bien que sa mère, Riva, ait été de confession juive, le jeune Putnam a reçu une éducation laïque.

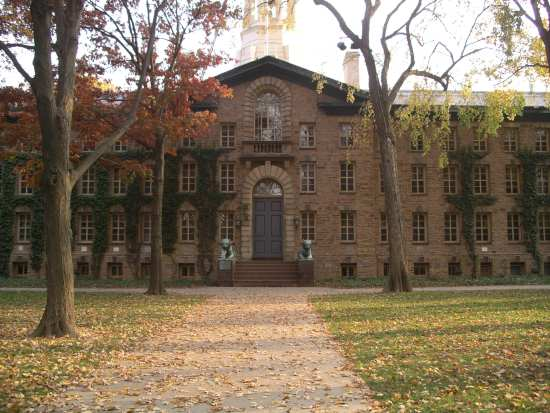
Princeton

 Les Putnam vécurent en France, à Mirmande dans la Drôme jusqu'en 1934, date à laquelle ils retournèrent vivre à Philadelphie, en Pennsylvanie. 

### Études
Il étudia les mathématiques et la philosophie à l'université de Pennsylvanie où il reçut son BA et devint membre de la Philomathean Society (en), la plus ancienne des sociétés littéraires américaines.

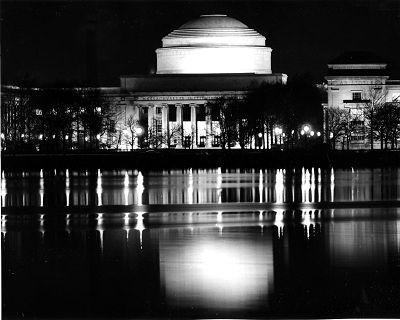
MIT, Le grand dôme

 Il poursuivit ses études de philosophie à Harvard puis à l'université de Californie à Los Angeles où il obtint son Philosophiæ doctor en 1951 avec une thèse intitulée The Meaning of the Concept of Probability in Application to Finite Sequences.
Les professeurs de Putnam, Hans Reichenbach (son directeur de thèse) et Rudolf Carnap étaient des figures importantes du positivisme logique.

### Carrière et cheminement idéologique
Après avoir enseigné brièvement à l'université Northwestern, il enseigna les mathématiques à Princeton de 1953 à 1961, la philosophie des sciences au MIT de 1961 à 1965 puis la logique mathématique et la philosophie à Harvard jusqu'à sa retraite en 2000.

Il épousa en 1962 Ruth Anna Jacobs, née en 1927 à Munich (Allemagne) de parents activistes politiques opposés au Parti nazi et qui, tout comme Hilary, avait reçu une éducation athée. Elle descendait de Friedrich Jacobs, philologue et opposant de Napoléon Ier.

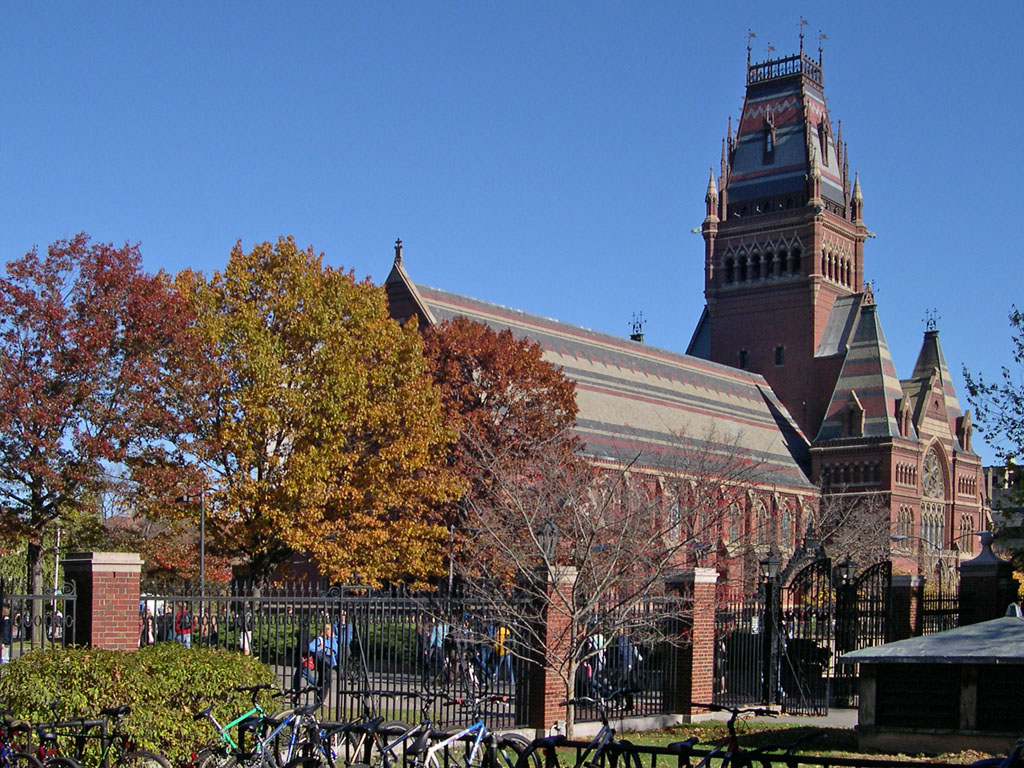
Le Memorial Hall à Harvard

Les Putnam, en rébellion contre l'antisémitisme dont ils firent l'expérience lorsqu'ils étaient jeunes, décidèrent d'élever leurs enfants dans un foyer juif traditionnel. Ils étudièrent les rituels juifs, l'hébreu, et devinrent de plus en plus intéressés et actifs au sein de la communauté juive. En 1994, Hilary Putnam célébra une Bar Mitzvah. Ruth Anna l'a fait quatre ans plus tard.
Putnam était un professeur populaire à Harvard. Tout en conservant sa tradition familiale, il était politiquement engagé. Dans les années 1960 et au début des années 1970, il était un ardent défenseur du mouvement afro-américain des droits civiques et un fervent opposant à la guerre du Viêt Nam. En 1963, il organisa l'un des premiers comités étudiants et enseignants du MIT contre la guerre. Après son affectation à Harvard en 1965, il organisa des mouvements de protestation sur le campus et commença à donner des cours sur le marxisme. Il devint un représentant officiel au sein de la Students for a Democratic Society (SDS) et, en 1968, s'engagea au sein du Progressive Labor Party (PLP), issu d'une scission du Parti communiste.
Après 1968, ses activités politiques étaient concentrées sur le PLP. Le parti s'orientant dans l'activisme contre la diffusion des thèses racistes, Putnam encourageait ainsi à protester activement contre les conférences de son collègue à Harvard, Richard Herrnstein, qui deviendra bien plus tard célèbre en tant que co-auteur du livre The Bell Curve, ouvrage fréquemment accusé de propager ouvertement des thèses racistes sur l'intelligence. L'administration de Harvard considérait ces activités comme subversives et tenta de censurer Putnam mais la procédure fut critiquée et interrompue. En 1972, alors que le PLP avait rompu avec le Parti communiste chinois à la suite, entre autres, de la diplomatie du ping-pong et du rapprochement sino-américain, Putnam rompit avec le PLP.
En 1976, il fut élu président de l'American Philosophical Association. L'année suivante, il fut sélectionné comme Walter Beverly Pearson Professor of Mathematical Logic, en reconnaissance de ses contributions à la philosophie de la logique et des mathématiques. Putnam n'a jamais abandonné la conviction selon laquelle les intellectuels ont une responsabilité politique et sociale. Il est aussi demeuré progressiste dans ses idées et sceptique à l'égard des bienfaits du capitalisme. Ses idées politiques peuvent être lues dans des textes tels que How Not To Solve Ethical Problems (1983) et Education for Democracy (1993).
Hilary Putnam est Fellow of the American Academy of Arts and Sciences, et Corresponding Fellow of the British Academy. Il se retire de l'enseignement en juin 2000 et devient Cogan University Professor Emeritus à Harvard. Son corpus inclut cinq volumes de travaux collectés, sept livres, et plus de 200 articles.
Il meurt le 13 mars 2016 chez lui d'un mésothéliome, forme rare de cancer du poumon, à l'âge de 89 ans. Même s'il avait été élu correspondant de l'Académie des sciences morales et politiques en 2001 (il succédait à W. V. Quine), il était resté passablement inconnu dans le monde francophone.

## Philosophie

### Métaphysique et ontologie
Au cours de sa carrière, Putnam a d'abord défendu un réalisme métaphysique selon lequel les énoncés scientifiques ont une valeur de vérité, avant de changer sa conception pour un réalisme interne ou pragmatique.

### Philosophie de l'esprit
Putnam est probablement plus connu pour ses contributions à la philosophie de l'esprit. Il a été l'un des précurseurs et l'un des plus fervents avocats du fonctionnalisme ou du computationnalisme (grossièrement, il s'agit de la conception de l'esprit humain en tant qu'analogue d'un ordinateur). Cependant, il a revu sa position dans Représentation et réalité, où il explique pourquoi, dans sa version revisitée, la conception fonctionnaliste ne peut pas marcher.

### Philosophie du langage
L'une des contributions les plus importantes d'Hilary Putnam à la philosophie du langage est l'idée que la signification n'est pas juste dans la tête (meaning just ain't in the head), argument illustré par la célèbre expérience de pensée de la Terre jumelle.

### Épistémologie

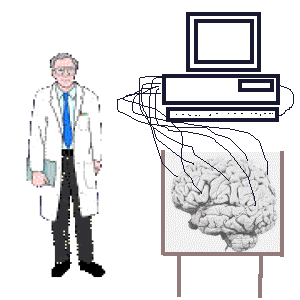
Un cerveau dans une cuve. Putnam utilise cette expérience de pensée pour démontrer l'impossibilité des scénarios sceptiques.

Dans le champ de l'épistémologie, Putnam a critiqué, dans un article intitulé « Ce que les théories ne sont pas », la dichotomie établie par Carnap, dans Testability and meaning (1956), entre les « énoncés observationnels » et les « énoncés théoriques », ainsi que l'espoir de Carnap de construire un langage formel, précis, sans passer par des termes imprécis. Sa critique, qui porte un coup sérieux au projet du positivisme logique, repose sur deux points principaux : 
- les « énoncés observationnels » ne désignent pas seulement des choses publiquement observables, mais aussi des entités non observables ; inversement, il y a des termes théoriques qui désignent des choses observables ;
- l'interprétation d'une expérience ne porte pas uniquement sur les « énoncés observationnels », mais aussi sur les « énoncés théoriques » : « la justification, en science, s'effectue dans toutes les directions possibles » ; des énoncés observationnels sont justifiés par des énoncés théoriques et vice versa.

Putnam est toutefois surtout connu pour l'expérience de pensée dite des « cerveaux dans une cuve » (une version modernisée de l'hypothèse cartésienne du Dieu trompeur). L'argument consiste à dire que nul ne peut dire de manière cohérente qu'il est un cerveau dans une cuve placé là par un scientifique fou.
Ceci est dérivé de la théorie causale de la référence. Les mots font toujours référence aux genres de choses pour lesquelles on les inventa afin qu'ils leur fassent référence, autrement dit le genre de choses dont leurs utilisateurs, ou leurs ancêtres, ont pu faire l'expérience. Dès lors, si une personne, Marie par exemple, était un « cerveau dans une cuve », dont chaque expérience était créée par des impulsions électriques ou autres actions d'un scientifique fou, alors l'idée que Marie se fait d'un « cerveau » ne ferait pas référence au « vrai » cerveau, dès lors qu'elle et sa communauté linguistique n'ont jamais vu une telle chose. Plutôt, elle a vu quelque chose qui ressemblait à un cerveau, mais qui était en fait une image qui lui a été transmise par impulsion électrique. De même son idée de « cuve » ne ferait pas référence à une « vraie » cuve. Dès lors si, en tant que « cerveau dans une cuve », elle en venait à dire « je suis un cerveau dans une cuve », elle dirait en fait « je suis une image de cerveau dans une image de cuve », ce qui est incohérent. D'un autre côté, si elle n'est pas un « cerveau dans une cuve », alors dire « je suis un cerveau dans une cuve » est toujours incohérent. C'est une forme d'externalisme épistémologique : la connaissance ou la justification dépend de facteurs en dehors de l'esprit et n'est pas seulement déterminée de manière interne.
Putnam a depuis précisé que sa véritable cible avec cet argument n'a jamais été le scepticisme mais le réalisme métaphysique. Dès lors qu'un réalisme de ce genre assume l'existence d'un fossé entre la façon dont l'homme conçoit le monde et la façon dont le monde est réellement, les scénarios sceptiques tels que celui-ci ou celui du Dieu trompeur de Descartes présentent un défi formidable. Putnam, en montrant l'impossibilité d'un tel scénario, montre que cette notion de fossé entre la conception humaine du monde et le monde tel qu'il est est en soi absurde. L'homme ne peut pas avoir un point de vue de Sirius sur la réalité. Il est limité à ses schèmes conceptuels. Le réalisme métaphysique est donc faux, selon Putnam.

### Effondrement de la dichotomie fait–valeur
Dans The Collapse of the Fact/Value Dichotomy (2002 ; traduit en 2004), Putnam s'attaque à la dichotomie fait–valeur, fondatrice du projet du cercle de Vienne et très présente dans Language, Truth, and Logic (en) (1936) d'Alfred Ayer, sans pour autant souscrire aux thèses plutôt relativistes soutenues par Richard Rorty dans Objectivisme, relativisme et vérité (1994). Si Putnam critique l'émotivisme d'Ayer d'une part, et l'intuitionnisme de G. E. Moore d'autre part, il maintient toutefois la distinction fait–valeurs.
D'une part, il affirme qu'on ne peut distinguer entre des concepts factuels et des concepts axiologiques, mais seulement entre des fonctions descriptives et prescriptives des concepts. Il s'appuie pour cela sur les « concepts éthiques épais » (thick ethical concepts), qui mêlent fonction descriptive et prescriptive. La cruauté illustre ces concepts qui ne peuvent être classés ni parmi les jugements de faits exclusifs, ni parmi les jugements de valeurs exclusifs. C'est un concept éthique épais qui possède simultanément une fonction descriptive et prescriptive. À propos de ces concepts, Putnam rejette la solution de R. M. Hare, visant à départager contenu descriptif et contenu prescriptif. Il adopte enfin une position pragmatiste inspirée par John Dewey afin de pouvoir obtenir une relative objectivité en éthique.

## Mathématiques et informatique
Putnam a effectué des travaux importants en mathématiques. Il est notamment l'auteur, avec Julia Robinson et Martin Davis de résultats qui ont permis à Yuri Matiyasevich de résoudre le dixième problème de Hilbert en 1970.
Il est aussi l'un des auteurs de l'algorithme de Davis-Putnam.

## Œuvres
(novembre 2018).

### Œuvres les plus importantes
- (en) Mathematics, Matter and Method. Philosophical Papers, vol. 1, Cambridge, Cambridge University Press, 1975 ; 2e éd., 1985
- (en) Mind, Language and Reality. Philosophical Papers, vol. 2, Cambridge, Cambridge University Press, 1975.
- (en) Reason, Truth, and History, Cambridge, Cambridge University Press, 1981
- (en) Realism and Reason. Philosophical Papers, vol. 3, Cambridge, Cambridge University Press, 1983.
- (en) The Many Faces of Realism, La Salle, Open Court, 1987.
- (en) Representation and Reality. Cambridge, (E.U.), MIT Press, 1988.
- (en) Realism with a Human Face, éd. James Conant, Cambridge, (E.U.), Harvard University Press, 1990.
- (en) Renewing Philosophy, Cambridge (E.U.), Harvard University Press, 1992.
- (en) Words and Life, éd. James Conant, Cambridge, (E.U.), Harvard University Press, 1994.
- (en) Pragmatism : An Open Question, Oxford, Blackwell, 1995.
- (en) The Threefold Cord: Mind, Body, and World, New York, Columbia University Press, 1999.
- (en) The Collapse of the Fact/Value Dichotomy and Other Essays, Cambridge, (E.U.), Harvard University Press, 2002.
- (en) Ethics Without Ontology, Cambridge, (E.U.), Harvard University Press, 2004.

### En traduction française
- Philosophie de la logique, éd. de l’Éclat, 1993 (éd. originale 1971)
- Raison, vérité et histoire, Paris, Minuit, 1984 (trad. A. Gerschenfeld; éd. or. 1981)
- Représentation et réalité, Paris, Gallimard, NRF-Essais, 1990 (trad. Claudine Tiercelin-Engel; éd. or. 1988)
- Le Réalisme à visage humain, Paris, Seuil, 1994 (trad. Claudine Tiercelin-Engel; éd. or 1990), réédition Gallimard, « Tel », 2011
- Définitions Pourquoi ne peut-on pas « naturaliser » la raison (entretien avec Christian Bouchindhomme, éd. de l'Eclat, 1993)
- Fait/Valeur : la fin d'un dogme — et autres essais, Combas, Éditions de l'Éclat, 2004 (trad. Marjorie Caveribière et Jean-Pierre Cometti; éd. originale 2002)
- Deux articles dans De Vienne à Cambridge. L'héritage du positivisme logique, prés. par Pierre Jacob, Gallimard, 1980
  - « Ce que les théories ne sont pas », p. 241-261
  - « Explication et référence », p. 337-365
- « Les significations ne sont tout simplement pas dans la tête » (extrait de « The meaning of "meaning" »), in Pascal Ludwig (éd.), Le langage, Flammarion (GF Corpus), 1997 (p. 124-134)
- L'éthique sans l'ontologie, Cerf, 2013
- La philosophie juive comme guide de vie, Cerf, 2011

### En ligne
- On mind, meaning and reality, Interview avec Josh Harlam, The Harvard Review of Philosophy, printemps 1992
- « To think with integrity », The Harvard Review of Philosophy, VIII, 2000 — Conférence d'adieu.

### Listes d’œuvres
- (en) Bibliographie vers laquelle pointe le site de Putnam ; cette bibliographie est fondée en partie sur :
  - (en) John Shook, A bibliography of publications by Hilary Putnam

## Éléments bibliographiques

### Texte autobiographique
- (en) Hilary Putnam, « A half century of philosophy, viewed from within », in Daedalus : Proceedings of the American Academy of Arts and Sciences, 126.1 (hiver 1997), p. 175–208.

### Travaux sur Putnam
- (en) Maximilian de Gaynesford, Hilary Putnam, Acumen (Philosophy Now Series), 2006.
- (en) Yemina Ben-Menahem, Hilary Putnam, Cambridge, CUP, Contemporary Philosophy In Focus, 2005.
- (en) Peter Clark et Bob Hale, (dir.), Reading Putnam, Oxford, Blackwell, 1994.
- (en) James Conant et Urszula M. Zeglen, Hilary Putnam : pragmatism and realism, Londres, Routledge, Studies in twentieth-century philosophy, 2002Avec des commentaires de Putnam.
- (en) C. S. Hill, (dir.), The philosophy of Hilary Putnam, Fayetteville, Arkansas 1992.
- Pierre Jacob (dir.), De Vienne à Cambridge, Paris, Gallimard, 1980. (Bibliothèque des sciences humaines)
- Pierre Jacob, L'empirisme logique, ses antécédents, ses critiques, Paris, Minuit, 1980. (Propositions).  (ISBN 2-70730-303-8).
- (en) Andrew Pessin et Sanford Goldberg, (dir.), The Twin Earth chronicles, New York, Paragon House, 1995.
- Claudine Tiercelin, Hilary Putnam, L'héritage pragmatiste, Paris, PUF, Philosophies, 2002.  (ISBN 2-13052-911-9).
- (it) Paolo Valore, Rappresentazione, riferimento e realtà. Studio su Hilary Putnam, Thélème, Turin 2001  (ISBN 8887419361 et 9788887419368).
- Olivier Tinland, "Hilary Putnam. La traversée du réalisme", in S. Laugier et S. Plaud (dir.), Lectures de la philosophie analytique, Paris, Ellipses, 2011.